# Neologisme

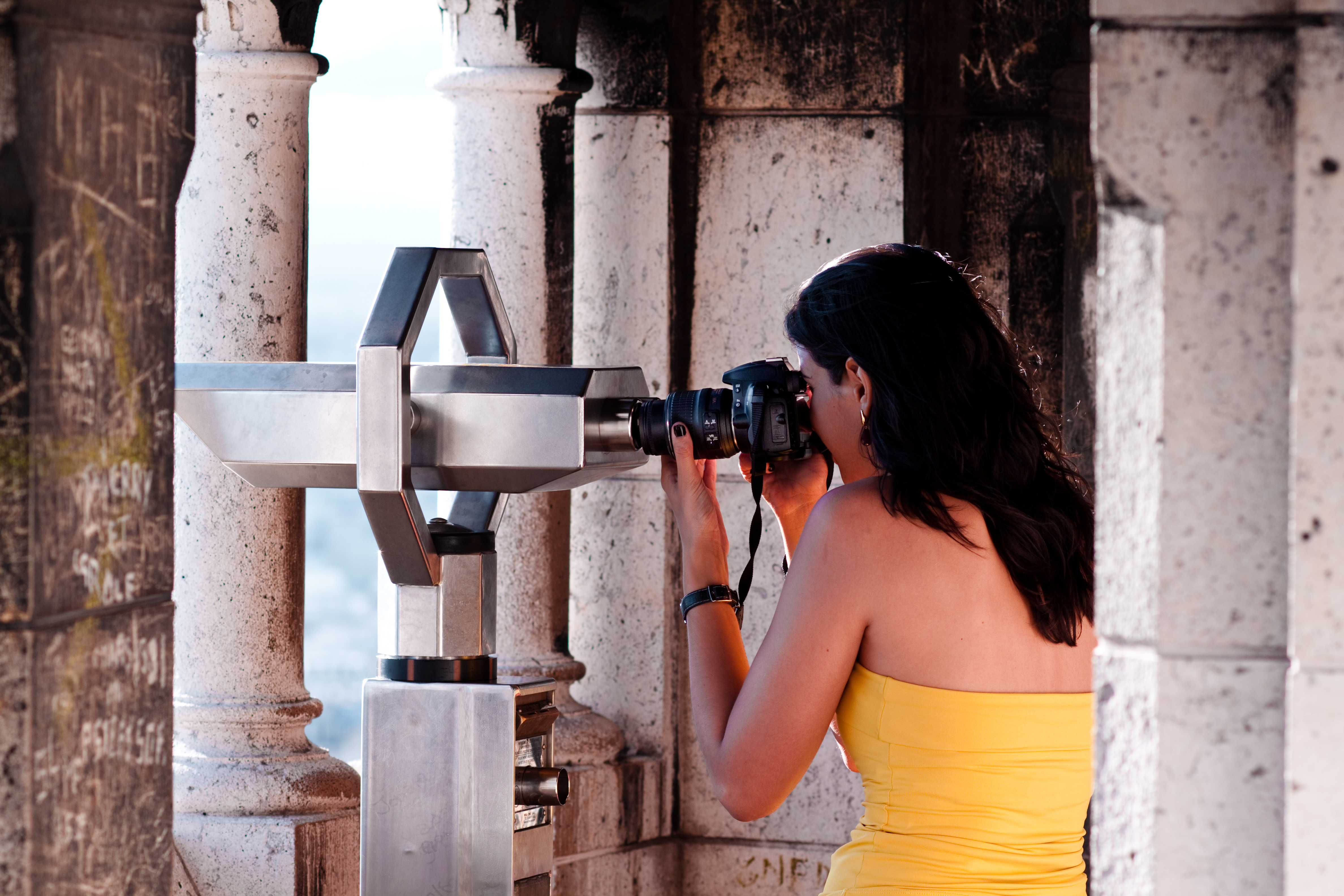
Digiscoping: een neologisme voor het maken van foto's met een digitale camera door een telescoop heen.

Een neologisme of nieuwvorming is een nieuw woord in een gegeven taal. Meer specifiek verwijst de term naar nieuwe inhoudswoorden. De term wordt niet gebruikt voor een nieuwe woordgroep, of voor andere, nieuwe syntactische elementen in een gegeven taal. Neologismen in ruime zin worden onderscheiden van neologismen in engere zin:
- Een neologisme in ruime zin is ieder nieuw woord, of dat nu als bestaand leenwoord aan een andere taal is ontleend, dan wel geheel nieuw is. Het Instituut voor de Nederlandse Taal bijvoorbeeld hanteert deze definitie van het begrip neologisme; het rekent alle nieuwe woorden tot de neologismen, inclusief leenwoorden.[1]

- Een neologisme in engere zin is een woord dat nieuw gevormd is in het eigen taalgebied. Dit artikel behandelt de laatste definitie, en dan uitsluitend in het Nederlandse taalgebied.

## Woordenschat
De woordenschat van een taal ofwel het lexicon wordt onderverdeeld in drie segmenten:
- erfwoorden, woorden die rechtstreeks herleidbaar zijn tot vormen van het Proto-Indo-Europees, de gereconstrueerde voorouder van het Nederlands
- ontleningen, woorden geleend uit een andere taal, en al dan niet veranderd van vorm
- neologismen, nieuwgevormde woorden, hetzij voor nieuwe begrippen, hetzij om een bestaand woord voor een bestaand begrip te vervangen door een nieuw woord.

Terwijl de voorraad erfwoorden in een taal vrijwel vastligt, kunnen ontleningen en nieuwvormingen op ieder moment plaatsvinden. Vaak vinden zij echter geen inburgering in de woordenschat: een ontlening blijft dan een zelden of nooit gebruikt barbarisme,de nieuwvorming vindt eenmalig toepassing. Iedere taalgebruiker kan ontleningen en nieuwvormingen invoeren, maar geen enkele taalgebruiker kan ze aan de gemeenschap opdringen. De tijd leert of het woord daadwerkelijk aanslaat. Voordat een neologisme in een woordenboek wordt opgenomen, onderzoeken taalkundigen het woord op 'houdbaarheid'. Daarvoor gebruiken zij bijvoorbeeld de FUDGE-test.
Wanneer een woord tijdelijk ingang vindt om daarna weer snel uit het dagelijkse taalgebruik te verdwijnen, spreken we van een modewoord of "eendagsvlieg". Het gaat in dit verband vaak om woorden gebaseerd op gebeurtenissen die even voorpaginanieuws waren. Voorbeelden hiervan in het Nederlands zijn elfseptembereffect (na de aanslagen op 11 september 2001) en Bokitoproof (een gorilla met de naam Bokito die in 2007 ontsnapte). Sommige van deze woorden zijn opgenomen in een woordenboek, hoewel ze nauwelijks meer worden gebruikt.

## Oude en nieuwe neologismen
Echte neologismen zijn er maar heel weinig in de woordenschat: hun aantal is veel kleiner dan dat van de ontleningen of nieuwe samenstellingen. In de brede definitie komen er elk jaar duizenden neologismen bij. Door de eeuwen zijn er dus veel neologismen verschenen.
De volgende voorbeelden illustreren de oude en nieuwe neologismen:
- Nieuwe neologismen zijn woorden die in de huidige tijd nog als (ingeburgerde) nieuwigheid worden herkend. Zo worden ramptoerisme, opacriminaliteit en draaideurcrimineel nog door veel mensen herkend als neologismen.
- Het is een woord dat weliswaar ooit nieuw gevormd werd, maar voor de huidige taalgebruiker niets nieuws meer heeft. Zo was middellijn bijvoorbeeld een neologisme in 1586, toen Simon Stevin de vorm middellini bedacht. Hetzelfde is het geval met een aantal andere wiskundige termen zoals driehoek, evenals het woord wiskunde zelf.[3]

## Aanleiding voor neologismen
Er kunnen allerlei redenen of oorzaken ten grondslag liggen aan het ontstaan van nieuwvormingen in de taal. Hieronder volgen de belangrijkste.

### Purisme
Een van de motieven om (bewust) een nieuwvorming te creëren is taalzuivering. Toen men er in de renaissance naar ging streven een standaardtaal te ontwikkelen, werden ook wetenschappelijke geschriften in die taal opgesteld. Voor veel begrippen waren er echter alleen woorden uit het Latijn of Grieks, en om de standaardtaal van die woorden te “zuiveren”, bedacht men neologismen. Ook Franse ontleningen in de taal van ambtenaren en Rederijkers wilde men vervangen.
- Simon Stevin verving mathematica of mathesis door de nieuwvorming wisconst (“de kunst van het zekere”), een woord dat zich later ontwikkelde tot wiskunst, wiskunde. Voor “politiek” gebruikte hij burgherlick. Andere neologismen die hij gebruikte (ghemeensake voor “republiek”, strijtreden voor “argument”), beklijfden niet.[5]
- De oudste grammatica, met schrijvers als Hendrik Laurensz. Spiegel en Dirck Volkertsz. Coornhert, zocht naar inheemse benamingen voor taalkundige begrippen: “pluralis” werd meervoud, van “subiectum” maakte men onderwerp. Ook hier verwierven niet alle nieuwvormingen zich vaste voet in de Nederlandse taal: ghever voor “datief” verdween weer, evenals vele andere neologismen.[6]
- Het in 1931 opgerichte Genootschap Onze Taal ageerde aanvankelijk vooral fel tegen germanismen, later en tot op de dag van vandaag tegen anglicismen.[7]

### Nieuwe begrippen
Er blijven zich voortdurend nieuwe verschijnselen en ontwikkelingen voordoen, met name in techniek, wetenschap en maatschappij. Zo is het van oorsprong Engelse woord computer, dat in de tweede helft van de 20e eeuw algemeen gangbaar werd, uiteindelijk te herleiden tot het Latijnse voorzetsel com (samen) en het Latijnse werkwoord putare (denken).
Neologismen die tot het jargon van de wetenschappers behoren maken vanaf het eerste moment deel uit van de internationale woordenschat. Een van de weinige uitzonderingen vormt het Nederlandse woord obductie (afgeleid van het Latijnse ob-ducere) in de zin van lijkschouw. Ook dergelijke neologismen kunnen verouderen. Met de mogelijkheid voor iedereen om in de eigen woning voedsel in te vriezen, is het woord diepvrieskluis uit de roulatie geraakt.
Nieuwe verschijnselen in de maatschappij kunnen tot nieuwe woorden aanleiding geven. Door de massamedia en het breed bezit van eigen vervoer is het een vrij veelvoorkomend verschijnsel geworden dat mensen bij een catastrofe zelf ter plaatse wilden zijn om het gebeuren gade te slaan. Dit fenomeen heeft de naam ramptoerisme gekregen. Bij een ongeluk op een autosnelweg ontstaan kijkfiles, doordat langzaam rijdende, nieuwsgierige automobilisten de doorstroming belemmeren.
Treedt bij dit samenvoegen van begrippen een verkorting op, zodat een deel van de oorspronkelijke woorden wordt weggelaten, dan kan het nieuwe woord aan zeggingskracht winnen. Een dergelijk woord heet porte-manteau of kofferwoord. Bekende voorbeelden in het Nederlands zijn infotainment (een samentrekking van "informatie" en "entertainment") en brus (uit de woorden "broer" en "zus").

### Gevoelsuitdrukkingen en vondsten
Letterkundigen kunnen de neiging hebben gevoelens en waarnemingen op een nieuwe manier uit te drukken, en een van de methoden daartoe is de vorming van nieuwe woorden. Vooral in het impressionisme en het post-impressionisme werd dit veel gedaan: Louis Couperus beschrijft Indonesische sawahs als spiegeltrappen. Zulke neologismen hebben dikwijls een eenmalig karakter en zijn dus hapaxen.
Ook is een neologisme niet zelden bedoeld als eufemisme. Dit was aanvankelijk het geval met het woord allochtoon, rond 1970 bedacht als positiever klinkend alternatief voor gastarbeider/buitenlander (het woord allochtoon is inmiddels zelf weer vervangen door medelander en later migrant).
Daarnaast kunnen taalgebruikers, vooral als zij wat bekender zijn, met vondsten komen die ingeburgerd raken. Epibreren voor "ogenschijnlijk met iets belangrijks bezig zijn, maar in feite nietsdoen" van Simon Carmiggelt is een eigen leven gaan leiden. Daarnaast is minkukel een vondst van Marten Toonder. Het woord miesmuizer met de nevenvorm miezemuizer en het hiervan afgeleide werkwoord miezemuizen zijn gemunt door Annie M.G. Schmidt. Van Gerrit Komrij hebben we de treurbuis. Ook het duo Van Kooten en De Bie bedacht of verbreidde tal van nieuwvormingen, waarvan er enkele in het Standaardnederlands zijn beland: positivo, doemdenken.

## Nieuwvorming
Verreweg de meeste neologismen zijn niet volstrekt nieuw maar samenstellingen, verbasteringen en/of acryologieën of afleidingen van reeds bestaande woorden.
Vele neologismen worden afgeleid van klassieke voorvoegsels: pseudowetenschap, neoconservatieven. Hier kan men ook spreken van neoconstructie.
Het gefantaseerde epibreren (door Simon Carmiggelt) heeft een herkenbaar Oudgrieks voorvoegsel, het tweede deel is pseudo-Latijn. Doem-denken, ramp-toerisme zijn geheel Nederlandse samenstellingen. In andere gevallen zijn het quasi-uitheemse afleidingen zoals positivo, dan wel onomatopeeën, zoals rinkelen).

Soms gaat het om leenvertalingen: zo is onderwerp een letterlijk equivalent van “subiectum”; in andere gevallen is de vorm origineel (wiskunde: in “mathesis” komt niet het begrip “zeker” of “wis” voor, wel het begrip “kennen”).

Een speciaal geval vormen de nieuwvormingen die uit afkortingen zijn gevormd: Benelux, vutter, pinnen, mavo, havo enz.

## Neologisme enleenwoord
De grens tussen een neologisme en een leenwoord is niet altijd even scherp. In de eerste plaats zijn er de bastaardvormen. Hoewel het woord chipknip als geheel een Nederlandse nieuwvorming is, bevat het toch een vreemdtalig (Engels) element: chip. En het woord stationcar is zelfs uit uitsluitend vreemdtalige elementen opgebouwd; niettemin moet het als een zuiver Nederlands neologisme worden beschouwd. Hetzelfde geldt uiteraard voor de categorie neologismen met Latijnse of Griekse voorvoegsels.

Van andere (relatieve) nieuwkomers is de etymologie onzekerder. Het bekendste voorbeeld is het woord fiets, dat door middel van syncope uit het Franse vélocipède zou kunnen zijn gevormd. Zeker is dat echter niet; het kan net zo goed een eponiem (afgeleid van de naam Viets) of dialectwoord zijn. Ook de etymologie van nozem is niet geheel zeker, al wordt wel aangenomen dat dit woord in de jaren 1920 aan het Bargoens werd ontleend.

## Levensduur
Elk jaar ontstaan duizenden nieuwe woorden, maar vaak raken ze na enige tijd weer in onbruik. Bij vergelijkend onderzoek naar neologismen over een twintigjarige periode, blijken kortere woorden die zowel in Nederland als België gangbaar zijn, en opgenomen worden in een woordenboek, een hogere “overlevingskans” te hebben. Ook zouden werkwoorden het beter doen dan zelfstandige of bijvoeglijke naamwoorden, evenals Engelse termen uit de computerwereld.

## Neologismen in andere talen
In het Engels zijn sommige nieuwe woorden opgenomen die gebaseerd zijn op het Latijn, zoals mob, "menigte" (een verkorting van mobile vulgus). Sprekers van de Franse taal hebben eigen, Frans klinkende, termen geïntroduceerd voor Engelse neologismen voor nieuwe producten, zoals computer (ordinateur), e-mail (courrier électronique, verkort tot courriel) , software (logiciel) en downloaden (télécharger).

## Verwante begrippen
Een neologisme is het tegenovergestelde van een archaïsme.